# Ebba Sparre
Ebba Larsdotter Sparre (Stoccolma, 1629 – 19 marzo 1662) è stata una nobildonna svedese.

## Biografia
Ebba Sparre era la figlia dello statista e maresciallo Lars Eriksson Sparre, e di sua moglie, Marta Banér e nipote del cancelliere Erik Larsson Sparre. Era una bellezza celebrata presso la corte reale tanto da venir soprannominata La belle Comtesse.
Recitava spesso la parte di Venere nel balletti amatoriali eseguiti dalla nobiltà di corte.

## Dama d'onore
Il suo rapporto intimo con la regina Cristina ha dato origine alla speculazione che erano amanti. Ciò non fu mai confermato. Tuttavia, lei apparteneva a poche donne a cui la regina mostrò un interesse durante la sua vita in Svezia: con alcune eccezioni, come Lady Jane Ruthven e Louise van der Nooth.
Quando Cristina lasciò la Svezia continuò a scrivere appassionate lettere d'amore a Ebba, in cui le disse che l'avrebbe sempre amata. Tuttavia, tali lettere emotive erano relativamente comuni a quel tempo, e Cristina avrebbe usato lo stesso stile nello scrivere a donne che non aveva mai incontrato, ma di cui lei ammirava gli scritti .

## Matrimonio
Ebba era fidanzata con Bengt Gabrielsson Oxenstierna, ma ruppe il fidanzamento per sposarsi con il conte Jakob Kasimir De la Gardie, fratello del favorito della regina, Magnus Gabriel De la Gardie, su iniziativa di Cristina. Si sposarono nel 1652. Il matrimonio fu infelice e i loro tre figli morirono in tenera età:
- Jacob (1653-1655)
- Cristina (1655-1658)
- Ebba (1657-1657)